# NGC 1936
NGC 1936 est une nébuleuse en émission située dans la constellation de la Dorade. Cette nébuleuse est située dans le Grand Nuage de Magellan. Elle a été découverte par l'astronome australien James Dunlop en 1826. Cette nébuleuse a aussi été observée par l'astronome américaine Williamina Fleming en 1901 et elle a été inscrite à l'Index Catalogue sous la cote IC 2127.